# Xanthorhoe ruptifascia
Xanthorhoe ruptifascia là một loài bướm đêm trong họ Geometridae.